# Fanny Eckerlin
Fanny Eckerlin (Milano, 1802 – 1842) è stata un mezzosoprano italiano di origine polacca, che cantò anche ruoli di contralto.

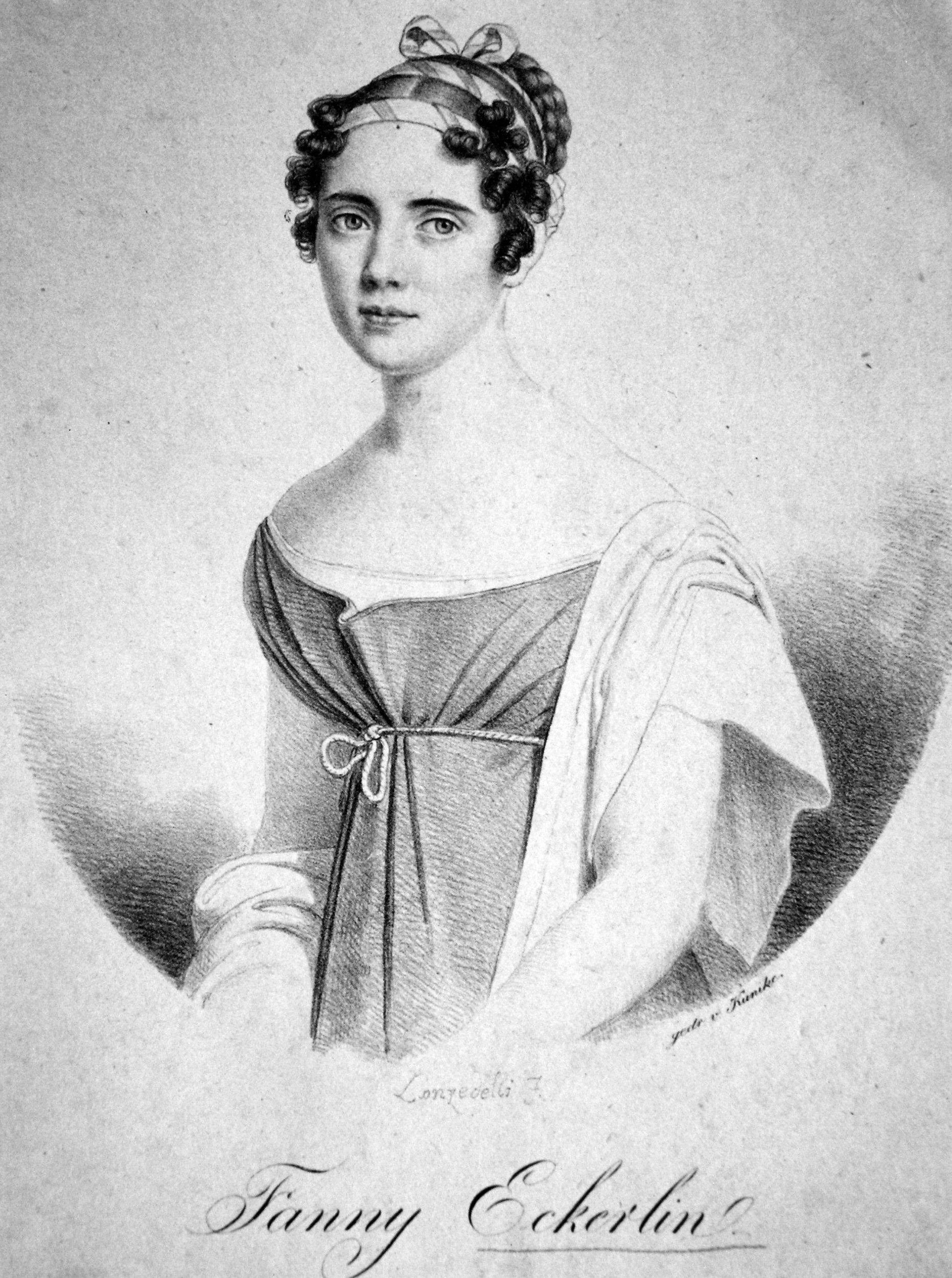
Ritratto litografico di Fanny Eckerlin, c. 1820

Durante la sua carriera fu molto apprezzata, facendo confronti a lei favorevoli con Benedetta Rosmunda Pisaroni, ma oggi è ricordata, anche se non completamente, per la sua associazione con la prima carriera di Gaetano Donizetti, inclusa la creazione del ruolo della protagonista nella sua prima opera eseguita pubblicamente, Enrico di Borgogna.

## Biografia
Il padre della Eckerlin era un ufficiale napoleonico di origine polacca e sua madre, italiana, era una sorella dell'attrice Teresa Pichler, il cui marito era il poeta Vincenzo Monti. Nata a Milano, studiò al Conservatorio Giuseppe Verdi della sua città con Davide Banderali. All'età di sedici anni, nel 1818, debuttò ne L'italiana in Algeri di Gioachino Rossini al Teatro San Benedetto di Venezia, dove, nello stesso anno, il 14 novembre, creò il ruolo di protagonista in Enrico di Borgogna di Donizetti al Teatro San Luca. La sua esibizione in quella occasione venne messa in ombra dall'indisposizione, per l'ansia da prestazione, della primadonna, Adelina Catalani, e la recensione sopravvissuta del Nuovo Osservatore Veneziano non menziona quasi nulla della sua esecuzione.
Il 15 dicembre del mese successivo, ancora al Teatro San Luca, la Eckerlin creò il ruolo di Enrico in Una follia di Donizetti, un'opera buffa ormai perduta basata sullo stesso libretto dell'opera precedente. Creò un ulteriore ruolo per Donizetti, quello di Sabina nell'opera Le nozze in villa . Quell'opera venne presentata per la prima volta al Teatro Vecchio di Mantova durante la stagione di carnevale del 1820-1821. Non fu un successo; Bartolomeo Merelli, il librettista, in seguito incolpò, in parte, la Eckerlin per il suo fallimento, scrivendo nel suo Cenni biografici che il pezzo aveva vacillato a causa dei "capricci e della cattiva volontà di molti dei cantanti, specialmente della prima donna". William Ashbrook ha ipotizzato su quest'ultimo punto che la Eckerlin potrebbe aver sfidato le restrizioni del suo contratto, poiché a quel tempo era già apparsa con un certo successo al Teatro alla Scala, dove aveva debuttato ne La gazza ladra nella stagione 1817 –18.
Durante la carriera la Eckerlin trascorse diverse stagioni al Teatro Italiano di Barcellona, dove venne creata una claque in suo onore, e dove ottenne molte critiche favorevoli prima di accettare un contratto con la Salle Favart a Parigi. Fu una nota interprete di Rossini, e durante il suo mandato alla guida del Théâtre de la comédie italienne vi apparve in una serie di ruoli, tra cui la creazione di Angelina ne La Cenerentola alla sua prima parigina al fianco di Giovanni Battista Rubini e Fanny Tacchinardi Persiani. Nello stesso teatro apparve nel ruolo di Arsace in Semiramide nel 1832 quando Giulia Grisi fece il suo debutto a Parigi nel ruolo della protagonista. La carriera della Eckerlin la portò a cantare anche al Teatro Regio di Torino e al Teatro di San Carlo di Napoli, in entrambi i quali cantò ruoli da protagonista. Cantò anche a Vienna, dove con la compagnia di Domenico Barbaja nel 1822 creò il ruolo di Emma nella prima locale di Zelmira di Rossini, una rappresentazione per la quale, il compositore scrisse una nuova aria per lei, "Ciel pietoso, ciel clemente ", da inserire nel secondo atto. Cantò anche a Madrid e Londra durante la sua carriera.
La Eckerlin possedeva una grande estensione vocale, e fu notata anche per la sua coloratura. Si diceva che possedesse "un dolce contralto", e un critico, scrivendo nella Gazetta di Milano del 4 febbraio 1817, parlò di lei come "dotata di mezzi eccellenti e senza gusto ordinario nel canto".

## Ruoli creati
- Il ruolo del titolo in Enrico di Borgogna di Gaetano Donizetti (Venezia, 1818)
- Sabina in Le nozze in villa di Gaetano Donizetti (Mantova, 1819?)
- Susanna in I due Figaro di Michele Carafa (Milano, 1820)
- Enea in Didone abbandonata di Saverio Mercadante (Torino, 1823)
- Ivanowna in Costanzo ed Almeriska di Saverio Mercadante (Napoli, 1823)